# Quinta do Bonjardim
Quinta do Bonjardim é uma nobre casa com origem no século XVI, e reconhecida pela elite cultural que nos séculos XVIII e XIX aqui se concentrava, sob os auspícios dos condes de Redondo e Vimioso. Faz-se notar pela magnífica robustez, beleza, localização (Belas, Sintra) e pelo jardim em estilo francês que se desenha a partir da casa principal, em patamares de labirintos de buxo, organizados geometricamente em função dos tanques e fontes.
Dentro da propriedade passa ainda um afluente do rio Jamor, e existe ainda uma calçada romana. Compreende-se ainda uma vasta área de floresta luxuriante, composta por plátanos, pinheiros, castanheiros, eucaliptos, ciprestes, magnólias, palmeiras e araucárias.
A propriedade foi adquirida em 1587, quando da edificação da casa mãe segundo uma linguagem renascentista.
O grande pátio de entrada, com o seu magnífico relvado de formato oval, é antecedido por um arco de cantaria muito alto, com o brasão dos Sousa do Prado, colocado posteriormente, e por um grande portão em ferro. Esta grandiosa entrada dá à Quinta um merecido aspecto senhorial, que de facto a mesma possui em todos os aspectos.
Na fachada principal os corpos laterais com dois andares e com remate em ângulo, são mais avançados em relação ao corpo central, onde se localiza a porta principal e uma janela de cada lado. No interior, ganham especial notoriedade as paredes de revestidas de azulejos do século XVI e do fim do século XVII, de coloração azul e branca. Outras salas mantêm o tecto em madeira, como a grande Sala dos Painéis, e noutras a sua decoração em estuque, como da sala de jantar grande, onde se sentam à mesa com facilidade vinte pessoas.
Assim com a campanha renascentista seguiu-se uma outra intervenção, entre o fim do século XVII e o início do século seguinte. Nesta incluem-se os silhares de azulejo espalhados pela casa assim como os painéis da capela que ilustram a Paixão de Cristo. Neste espaço de oração, abre-se uma larga tribuna com todo o seu interior revestido por azulejos azuis e brancos, com origem em cerca de 1718 e cuja autoria tem vindo a ser atribuída a Policarpo de Oliveira Bernardes.

Também nesta se encontra a já por alguns conhecida Última Ceia, feita de barro cozido policromado, obra de Machado e Castro, do século XVIII, que esteve em exposição ao público na Expo 98. Actualmente encontra-se de volta ao seu lugar na capela da Quinta.